# Jagdgeschwader 72 „Westfalen“
Das Jagdgeschwader 72 „Westfalen“ (JG 72 "W") war ein Geschwader der Luftwaffe und auf dem Fliegerhorst Hopsten und in Rheine stationiert. Ursprünglich wurde die Einheit als Jagdbombergeschwader 36 (JaboG 36) in Dienst gestellt und ab 1991 in ein Jagdgeschwader umgewandelt. Nach der Außerdienststellung am 31. Januar 2002 wurde die 2. Staffel noch bis Mitte 2006 als „Fluglehrzentrum F-4F“ weiter aufrechterhalten.

## Geschichte

### Jagdbombergeschwader 36 „Westfalen“
Die Aufstellung des Geschwaders erfolgte am 1. März 1961 durch Major Wilhelm Meyn auf dem Fliegerhorst Nörvenich, dem Standort des Jagdbombergeschwaders 31. Dazu wurden rund 50 Maschinen des Typs Republic F-84F „Thunderstreak“ aus dem Verband ausgegliedert, aus dem das neue Geschwader gebildet werden sollte. Bereits drei Tage später, am 4. März 1961, verlegte ein Vorauskommando auf den neuen Fliegerhorst in Hopsten, das Vorbereitungen für die Verlegung der Maschinen treffen sollte. Während dieser Vorbereitungen fanden die ersten Flüge des noch inoffiziellen „Westfalengeschwaders“ von Nörvenich aus statt, bevor es von April bis 31. August auf den Militärflugplatz Decimomannu auf Sardinien verlegte. Bei der Rückkehr landeten die Flugzeuge auf ihrem neuen Stützpunkt in Hopsten und wurden am 1. September 1961 der NATO unterstellt. Die offizielle Indienststellung des Geschwaders fand am 12. Dezember 1961 durch den damaligen Inspekteur der Luftwaffe, Generalleutnant Josef Kammhuber, statt.
Am 19. Januar 1962 gab das Bundesministerium der Verteidigung den Befehl, eine zweite Staffel aufzustellen. Deren primäre Aufgabe bestand darin, die in den USA ausgebildeten Piloten auf die europäischen Verhältnisse („Europäisierung“) zu trainieren. Dazu bekam die Staffel zusätzlich neben den Thunderstreaks noch sechs Lockheed T-33A als Trainingsmaschinen sowie zwei Piaggio P.149 als Transporter zugewiesen. Zum 13. März 1963 wurde das Wappen des Geschwaders genehmigt, das springende Westfalenpferd auf blauem und rotem Hintergrund, wobei das Blau den Himmel und das Rot die Erde Westfalens symbolisieren sollten.
Ab dem 2. Februar 1965 wurde das Jagdbombergeschwader schrittweise auf den F-104 „Starfighter“ umgerüstet. Die erste Maschine wurde vom damaligen Kommodore Oberstleutnant Lothar Kmitta selbst aus Manching überführt. Bis alle 52 Maschinen in Hopsten stationiert waren, vergingen fast zwei Jahre. Die alten F-84F „Thunderstreak“, auf denen das Geschwader rund 50.000 Flugstunden absolviert hatte und die acht Piloten das Leben kosteten, wurden an die Türkei verkauft. Nach der vollständigen Umstellung stand das Geschwader ab Dezember 1967 wieder unter NATO-Oberbefehl. Durch die Starfighter und die neue „Flexible Response“-Doktrin der NATO kam es zu einer Änderung der Aufgabenstellung. Bei einem Angriff des Warschauer Paktes sollten die mit Atomwaffen bestückten Starfighter zum Einsatz kommen. Entsprechend wurde eine nukleare Alarmrotte (englisch Quick Reaction Alert (QRA)) eingerichtet, bei der zu jeder Zeit zwei Maschinen startbereit auf ihren Einsatz warteten. Sie standen auf einem besonders gesicherten Bereich des Fliegerhorstes, dessen Zutritt aufgrund der dort gelagerten Atomwaffen streng kontrolliert war und von nur wenigen Personen betreten werden durfte. Ab 1972 änderte sich die Bedrohungseinschätzung der NATO. In Folge musste nicht mehr jedes mit Starfightern ausgerüstetes Geschwader Atomwaffen einsetzen können. In der Folge war das Jagdbombergeschwader 36 dann nur noch mit konventionellen Waffen bestückt.
Aufgrund von Instandsetzungsarbeiten am Fliegerhorst musste das Geschwader im Jahre 1971 für drei Monate nach Beja in Portugal verlegen. Insgesamt 23 Maschinen sowie einige Bodengeräte traten diesen Weg an. Rechtzeitig zum zehnjährigen Bestehen traf es wieder in Hopsten ein. Im darauffolgenden Jahr wurden die Piaggio P149 durch Do 28 D-2 Skyservant ersetzt, die bis ins Jahr 1992 im Einsatz waren. Nach über 100.000 Flugstunden und elf abgestürzten Starfightern begann ab dem 4. Februar 1975 die Umrüstung auf die McDonnell F-4 „Phantom II“, als der Geschwaderkommodore Oberst Winfried Schwenke, späterer Leiter des Militärischen Abschirmdienstes (MAD), die erste Maschine nach Hopsten überführte. Die Umstellung sollte bis Ende Juli 1976 dauern. Obwohl die „Phantom“ eigentlich für die Luftverteidigung durch die Jagdgeschwader vorgesehen und nicht nuklearwaffenfähig war, entschied das Verteidigungsministerium dennoch, das Jagdbombergeschwader in Hopsten damit auszurüsten. Dies lag zum einen an der aufgegebenen Rolle in der „Flexible Response“-Doktrin, zum anderen an den Verzögerungen bei der Entwicklung und Produktion des Panavia Tornado. Diese Wahl für das Mehrzweckkampfflugzeug „Phantom“ sorgte dann auch für eine Erweiterung des Aufgabenspektrums, wonach dem Geschwader als sekundäre Aufgabe die Luftverteidigung übertragen wurde. Die dafür notwendige Alarmrotte (englisch Quick Reaction Alert Interceptor (QRA (I))) wurde im ehemaligen QRA-Bereich der Starfighter auf dem Fliegerhorst bereitgehalten. Diese Aufgabe kam dem Jagdbombergeschwader insbesondere dann zu, wenn das Jagdgeschwader 71 „Richthofen“ nicht einsatzbereit war.
Vom 21. Juli bis zum 26. September 1980 verlegte das Jagdbombergeschwader als erstes deutsches Geschwader zum kanadischen Flugplatz Goose Bay in Labrador zur Tiefstflugausbildung. Aufgrund von dessen Pionierarbeit und den daraus gewonnenen positiven Erfahrungen wurde seitdem bis ins Jahr 2006 jede Einheit einmal pro Jahr dorthin zur Ausbildung verlegt. 
Um die Ausbildung der Besatzungen besser zu standardisieren, entstanden Pläne für eine Zentralisierung. Dazu wurde am 1. Februar 1981 die Zentrale Ausbildungsrichtung F-4F (ZAE) beim JaboG 36 aufgestellt. Deren Aufgabe war die Europäisierung der in den USA ausgebildeten Phantom-Besatzungen, die Ausbildung von Fluglehrern sowie im Einzelfall die Umschulung von Piloten, welche von anderen Waffensystemen auf die Phantom wechselten. Die offizielle Indienststellung dieser 3. Staffel erfolgte zum 1. Januar 1984. Kurze Zeit später, im Mai 1984, verlieh das Verteidigungsministerium dem Geschwader offiziell den Traditionsnamen „Westfalen“.

### Jagdgeschwader 72 „Westfalen“
Bedingt durch den Fall der Berliner Mauer und die Deutsche Wiedervereinigung kamen neue Aufgaben auf die Luftwaffe zu. So musste auch die Luftverteidigung über der ehemaligen DDR sichergestellt und ein Geschwader entsprechend im Osten Deutschlands stationiert werden. Nach einer Entscheidung der Luftwaffenführung wurde das Jagdbombergeschwader 36 zum reinen Jagdgeschwader 72 umgerüstet. Zusammen mit dem ebenfalls umgerüsteten Jagdgeschwader 73 wurden abwechselnd jeweils zwei Maschinen als Alarmrotte auf den Heeresflugplatz Faßberg abkommandiert. Aufgrund der ungünstigen Infrastruktur wurden diese QRA-Einsätze bereits ab Dezember 1990 wieder von Hopsten aus geflogen. Nach der vollständigen Umrüstung erfolgte die offizielle Umbenennung des Geschwaders in Jagdgeschwader 72 „Westfalen“ zum 1. Januar 1991.
Am 24. Mai 1991 wurde zunächst entschieden, das Jagdgeschwader nach Laage in Mecklenburg-Vorpommern zu verlegen und mit den von der NVA übernommenen MiG-29 zu einem neuen Geschwader zu vereinigen. Im April 1993 wurde die geplante Verlegung aufgrund politischer und militärischer Veränderungen gestoppt und das Geschwader blieb in Hopsten. Am 22. April 1993 ereignete sich auf dem Flugplatz Goose Bay in Kanada ein Flugunfall, bei dem eine Besatzung des JaboG 36 tödlich verunglückte. Im Februar 1995 wurde die dritte Staffel des Geschwaders und die „Zentrale Ausbildungseinrichtung F-4F“ aufgelöst und mit der zweiten Staffel vereinigt.
In den darauffolgenden Jahren nahm das Jagdgeschwader 72 an mehreren Manövern teil. Eine besondere Aufgabe kam ihm im Januar 1997 zu teil, als es 24 „Phantoms“ des Typs F-4F nach Holloman in den USA überführte, die die dort stationierten zehn F-4E-Modelle ersetzten, die das Ende ihrer Dienstzeit erreicht hatten. Bei den überführten Flugzeugen handelte es sich allesamt um die Modellversion „LA“, die keine Kampfwertsteigerung erfahren hatten. Die restlichen Flugzeuge dieser Modellversion wurden anschließend in Hopsten zusammengezogen, damit die aus den USA zurückkehrenden Piloten bei ihrer Europäisierung identische Maschinen vorfanden.
Mit der Bekanntgabe der neuen Luftwaffen-Struktur 5 im Jahre 2001 wurde das Ende des Jagdgeschwaders 72 besiegelt. Die nicht-kampfwertgesteigerten „Phantoms“ sollten verschrottet werden, und diese befanden sich zum überwiegenden Teil in Hopsten. So fand der letzte QRA-Einsatz des Jagdgeschwaders am 7. Januar 2002 statt. Am 18. Januar 2002 wurde die erste Staffel außer Dienst gestellt. Die zweite Staffel folgte am 31. Januar 2002.

## Fluglehrzentrum F-4F

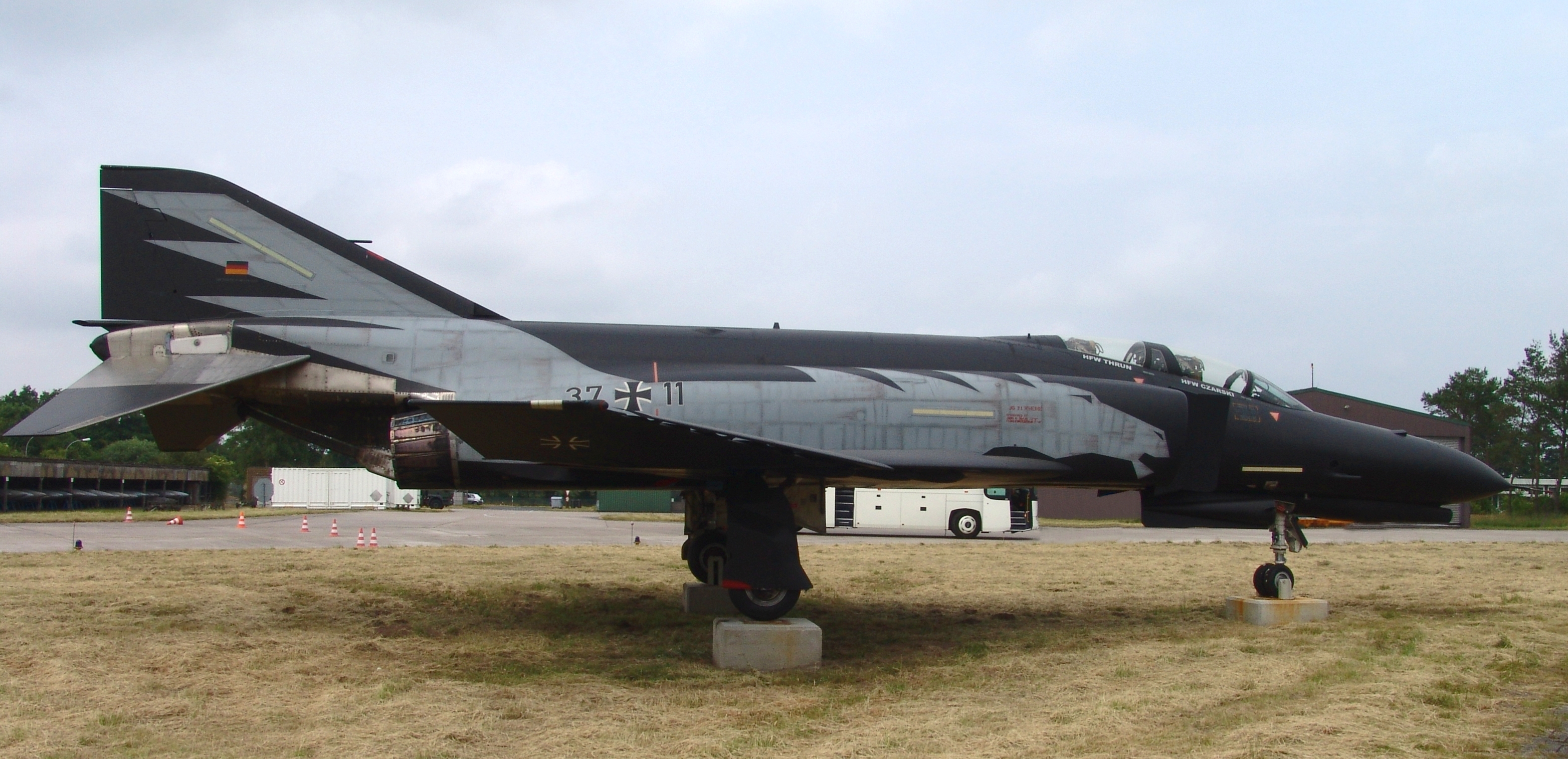
Die letzte Phantom 37+11 des Fluglehrzentrums, gesockelt auf dem Fliegerhorst Wittmund.

Gleichzeitig mit der Außerdienststellung des Geschwaders wurde die ehemalige 2. Staffel zum 1. Februar 2002 als „Fluglehrzentrum F-4F“ (FlLehrZ-F-4F) in Dienst gestellt. Zeitgleich wurde mit der Ausmusterung der nicht-kampfwertgesteigerten Modelle begonnen. Dabei wurden 21 Flugzeuge bis Ende des Jahres 2004 „ausgephast“. Das heißt, noch brauchbare Teile wurden entnommen und die Reste der Maschinen verschrottet. Übrig blieben 18 Flugzeuge, die noch für die Europäisierung verwendet wurden. Mit Beginn der Einführung des Eurofighters endete absehbar der Bedarf für die  Regeneration von Besatzungen für die Phantom. Die Ausbildungskapazität in den USA wurde entsprechend der Planung des Zulaufs an Eurofightern bis auf Null reduziert. Nach Ende des letzten Lehrgangs in Holloman wurde die amerikanische Ausbildungsstaffel am 20. Dezember 2004  aufgelöst. Nach Ende der Europäisierung der letzten Schüler aus Holloman bestand auch kein Bedarf mehr für das Fluglehrzentrum.
Am 15. Dezember 2005 landete die letzte „Phantom“ im regulären Flugbetrieb in Hopsten. Anschließend begann der Flyout der verbleibenden Maschinen zum Jagdgeschwader 71 „Richthofen“ nach Wittmund. Zum Abschied des Geschwaders kamen extra Gastmaschinen der anderen Geschwader der Luftwaffe. Als letzte startete am 20. Dezember 2005 eine komplett schwarz lackierte „Phantom“ mit dem Kennzeichen 37+11 mit einem kantigen, aufgemalten Westfalenross auf beiden Rumpfseiten und dem zersplitternden Wappen des Westfalengeschwaders auf der Unterseite Richtung Wittmund. Die Maschine stand bis Anfang 2012 vor dem Gebäude der Ersten Jagdstaffel des Jagdgeschwaders 71 auf dem Fliegerhorst Wittmund, ist aber mittlerweile verschrottet worden.

## Kommodore
Bis zur Auflösung des Geschwaders am 31. Januar 2002 hieß die Funktionsbezeichnung des befehlshabenden Offiziers Kommodore. Da es sich bei dem anschließend aufgestellten Fluglehrzentrum um kein fliegendes Geschwader, sondern um eine Ausbildungseinheit handelte, hieß die Funktionsbezeichnung bis zur Auflösung dieser Einheit Kommandeur.
| Zeitraum                                | Kommodore / Kommandeur                |
| --------------------------------------- | ------------------------------------- |
| 13. März 1961 bis 14. Dezember 1962     | Major Wilhelm Meyn                    |
| 1. Januar 1963 bis 24. August 1964      | Oberstleutnant Hans Gerhard Opel      |
| 27. August 1964 bis 31. Dezember 1969   | Oberst Lothar Kmitta                  |
| 1. Januar 1970 bis 27. März 1972        | Oberst Hans Carl Freiherr von Friesen |
| 28. März 1972 bis 7. November 1974      | Oberst Wilhelm Merkl                  |
| 2. November 1974 bis 9. August 1976     | Oberst Winfried Schwenke              |
| 10. August 1976 bis 2. April 1979       | Oberst Klaus Rimmek                   |
| 2. April 1979 bis 26. März 1982         | Oberst Friedrich P. Busch             |
| 26. März 1982 bis 29. März 1984         | Oberst Botho Engelien                 |
| 30. März 1984 bis 26. September 1986    | Oberst Peter Vogler                   |
| 27. September 1986 bis 25. März 1991    | Oberst Manfred Menge                  |
| 26. März 1991 bis 25. März 1993         | Oberst Jürgen Kolbe                   |
| 25. März 1993 bis 31. Oktober 1995      | Oberst Wolfgang Conrad                |
| 31. Oktober 1995 bis 22. September 1999 | Oberst Johannes D. Hassenewert        |
| 23. September 1999 bis 31. Januar 2002  | Oberst Hans Henning Pradel            |
| 1. Februar 2002 bis 31. Januar 2003     | Oberstleutnant Karl Fürnohr           |
| 1. Februar 2003 – Auflösung             | Oberstleutnant Christoph Kling        |

## Besonderheiten
Die meisten Geschwader der Luftwaffe haben zwei Fliegende Staffeln, das Geschwader in Hopsten besaß vom Februar 1981 bis zum Februar 1995 eine weitere Fliegende Staffel, die Zentrale Ausbildungsrichtung F-4F (ZAE).
Vom ehemaligen Jagdgeschwader 72 „Westfalen“ existieren heute noch zwei Maschinen. Beide sind jeweils in einem Museum ausgestellt. Die „Phantom“ mit dem Kennzeichen 38+34 nahm im Jahre 2002 mit einer Sonderbemalung verziert an der Internationalen Luft- und Raumfahrtausstellung Berlin teil, wurde aber während einer Flugvorführung überbeansprucht, so dass sich die Zelle verzog. Die Maschine wurde nicht repariert, sondern stattdessen als Ausstellungsstück in das Luftwaffenmuseum der Bundeswehr nach Berlin-Gatow verbracht. Ihr Leitwerk zeigt das Wappen der „Löwenstaffel“ („Vestigium Leonis“, deutsch: „Die Spur des Löwen“), der ehemaligen ersten Staffel des Jagdgeschwaders.
Eine zweite „Phantom“ mit dem Kennzeichen 37+36 startete am 9. Dezember 2003 auf Bitten des slowakischen Präsidenten Rudolf Schuster in Richtung Košice. Nach der Demilitarisierung steht sie dort seit dem 27. Februar 2004 im Technikmuseum.